# Polonide
Polonide sind eine Reihe von chemischen Verbindungen, in welchen das Polonium als Po2− vorliegt. Sie sind die Salze des Poloniumwasserstoffs.

## Gewinnung und Darstellung
Eine Vielzahl an Poloniden kann durch die direkte Reaktion von Polonium und einem anderen Element bei 300 bis 400 °C hergestellt werden.

## Eigenschaften

### Physikalische Eigenschaften
Die meisten Polonide haben ein Natriumchlorid-ähnliches Kristallsystem, wie zum Beispiel Natriumpolonid, Bleipolonid oder auch die Lanthanoidpolonide. Berylliumpolonid und Cadmiumpolonid besitzen eine Zinksulfid-ähnliche Kristallstruktur. Die Nickelarsenid-Struktur wurde bei Magnesiumpolonid vorgefunden.

### Chemische Eigenschaften
Die Polonide gelten als die stabilsten Verbindungen des Poloniums.

## Beispiele
- Bleipolonid PbPo
- Cadmiumpolonid CdPo
- Kaliumpolonid K2Po
- Magnesiumpolonid MgPo
- Natriumpolonid Na2Po
- Platinpolonid PtPo2
- Quecksilberpolonid HgPo
- Silberpolonid Ag2Po